# Molí de Virgili
El Molí de Virgili és un molí fariner a la vora del riu al seu pas per la vila de la Sénia. Edifici aïllat d'estructura rectangular que consta de dos pisos: planta baixa amb porta gran de fusta i finestra reixada, primer pis amb finestres rectangulars amb reixa. Coberta de doble vessant i teula àrab. Parets de maçoneria amb carreus ben escairats a les cantonades. A la part dreta hi ha adossada una altra estructura més petita, que era pròpiament el molí, de planta baixa amb dues finestres amb reixa i un primer pis on sols hi ha una finestra, el sostre era pla i a la part posterior hi havia la bassa. Els murs d'aquesta part són de maçoneria. La part del molí sembla la més antiga. Encara resten elements de la part hidràulica : l'estallador (popularment "el trestellado"), el rec, el vessador i la bassa. Tots aquests elements queden a l'altura del sostre del molí per mitjà d'un arc de mig punt dovellat amb carreus de pedra. Fins a mitjans de segle es va conservar el molí de farina intacte i en funcionament. A l'exterior hi resten abeuradors de pedra picada.